# The Adverts
The Adverts byla britská punkrocková skupina, založená v Londýně roku 1976 zpěvákem T. V. Smithem a baskytaristkou Gaye Advert. Později se ke skupině přidal bubeník Laurie Muscat a kytarista Howard Pickup. Své první album Crossing the Red Sea with The Adverts skupina vydala v únoru 1978, druhé nazvané Cast of Thousands pak v listopadu 1979. Krátce před vydáním druhého alba se skupina rozpadla.
Howard Pickup zemřel v listopadu 1997.